# Abrazo del Arroyo Monzón

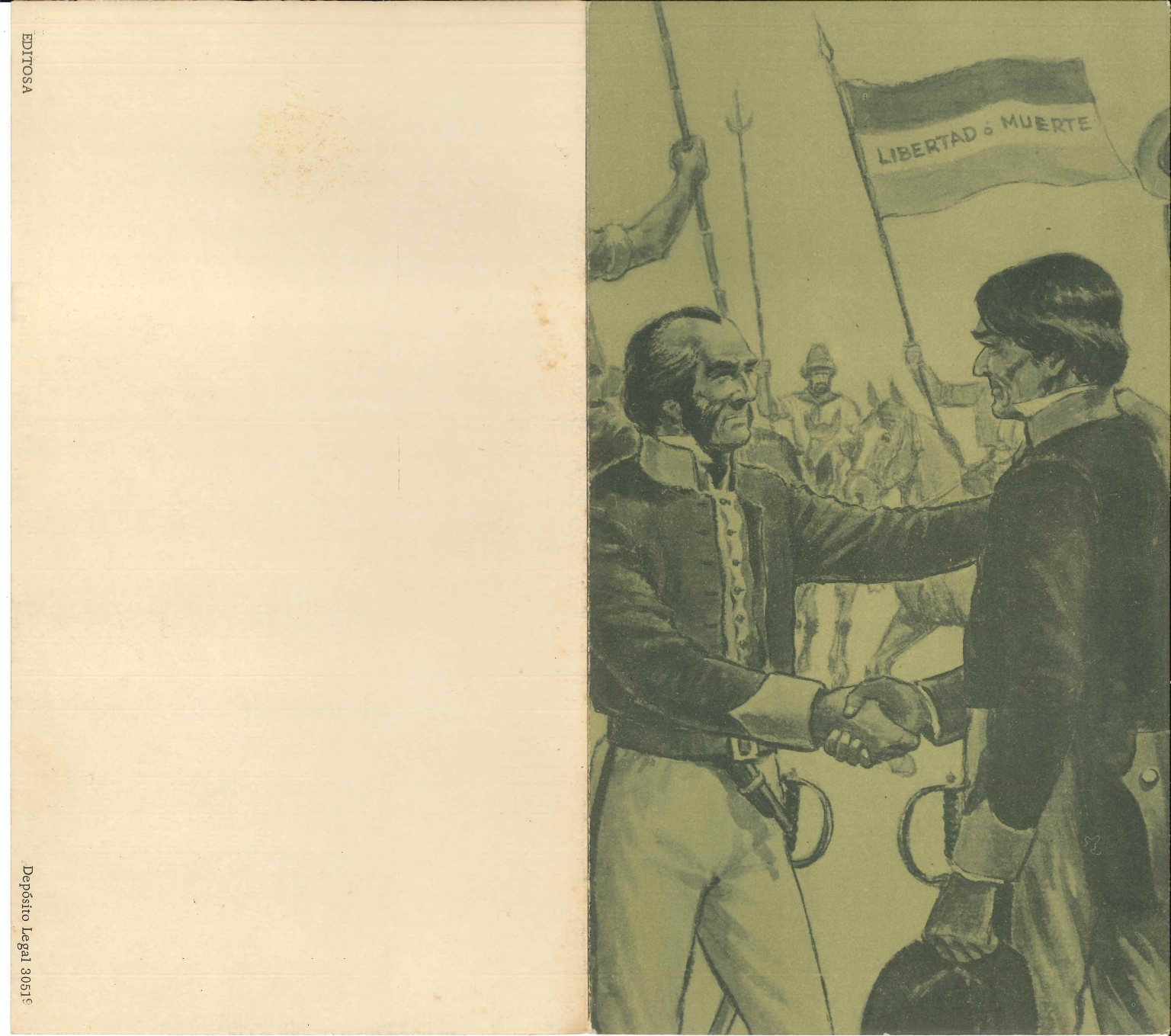
Invitación a los actos conmemorativos por el sesquicentenario aniversario del encuentro entre Lavalleja y Rivera

Se conoce como Abrazo del Arroyo Monzón al episodio de la Cruzada Libertadora en que, el 29 de abril de 1825 a orillas del arroyo Monzón, ubicado en el ahora departamento de Soriano, el Gral. Fructuoso Rivera se unió a las fuerzas comandadas por el Gral. Juan Antonio Lavalleja para luchar contra el dominio brasileño que en ese momento controlaba el territorio de lo que para ese tiempo se llamaba Provincia Cisplatina. Este hecho tuvo una gran importancia porque determinó que muchos otros caudillos de menor influencia (entre ellos Julián Laguna), estancieros y representantes de la clase comercial montevideana, se incorporaran al movimiento revolucionario. Según el historiador uruguayo Aníbal Barrios Pintos, la unión de Rivera a la Cruzada Libertadora “unificó a los orientales, intranquilizó al enemigo y fue factor cardinal en los campos de batalla donde fue abatida la dominación brasilera”, seguramente refiriéndose a la Batalla del Rincón o a la Campaña de las Misiones Orientales.
Las versiones y las interpretaciones respecto a lo que realmente sucedió ese día difieren. Por un lado, existe una postura más favorable a Lavalleja, que considera que Rivera fue puesto prisionero y perdonado por el mismo, mientras que por el otro lado se encuentra una visión más riverista que pone a entrever la voluntad de Rivera a unirse a las fuerzas revolucionarias en un primer momento, siendo lo suficientemente astuto como para engañar a Federico Lecor y a las autoridades brasileñas. 

## Interpretaciones

### Versión lavallejista

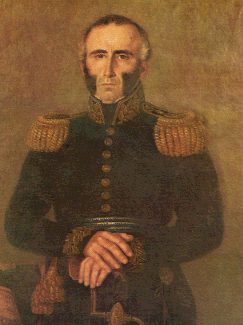
Juan Antonio Lavalleja por Jean Philippe Goulu

Por el lado de la visión "lavallejista", se puede mencionar la versión descrita en el Diario de la Guerra del Brasil que escribe José Brito del Pino, según recoge Aníbal Barrios Pintos en “Lavalleja. La patria independiente”, expresa que: 
“Cambiadas las primera palabras con Lavalleja, Rivera se negó a cooperar en la empresa libertadora, fundándose en que estaba al servicio del imperio y no podía traicionarlo[…] Se le hizo retirar enseguida a una tienda de campaña, guardada por centinelas de vista [...] Entregado quedó el brig. Rivera a sus reflexiones hasta las dos de la mañana, mas viendo que el término final se aproximaba, mandó llamar al gral. Lavalleja y le dijo: «compadre estoy decidido vamos a salvar a la patria, y cuente ud. para todo y en todo conmigo». Lavalleja le abrazó entonces…”
En este sentido, las memorias de Juan Spikerman, citadas en la "Epopeya Nacional" de Pivel Devoto, narran lo siguiente: 
“Íbamos marchando en dirección al Durazno, cuando tomamos prisionero a un vaqueano de Rivera, llamado Juan Baez, vecino del Colla, el cual regresaba de una comisión que le había encargado el dicho Rivera. Por ese prisionero supimos, que este jefe estaba acampado en el Durazno, con una fuerza como de trescientos hombres y que esperaba al comandante Calderón que venía a incorporársele, con un escuadrón de dragones. El referido Baez había sido muy amigo de Lavalleja y como al mismo tiempo le repugnaba la dominación brasilera, propuso sorprender a Rivera y tomarlo prisionero. En consecuencia, se comprometió a engañarlo, haciéndole creer que nuestra fuerza era la de Calderón.[...]
"[...]Lavalleja hizo preparar cuarenta hombres bien montados y los hizo apostar en el repecho de una cuchilla a las órdenes de Manuel Oribe. A los pocos momentos apareció Rivera a gran galope seguido de su escolta, sujetando los caballos como a distancia de media cuadra; en un instante fue rodeado por la fuerza apostada.”  
“Las primeras palabras que pronunció Rivera al encontrarse con Lavalleja, fueron éstas: —Perdóneme la vida y hágame respetar. —Lavalleja le contestó: —No tenga cuidado — agregando —. No se portó Vd. así cuando me persiguió por orden del Barón de la Laguna— Rivera contestó a este reproche que — no lo había perseguido, que por el contrario lo había buscado para acordar con él un plan de independencia. Concluido este breve diálogo, Rivera prometió entregar la fuerza de su mando a Lavalleja”

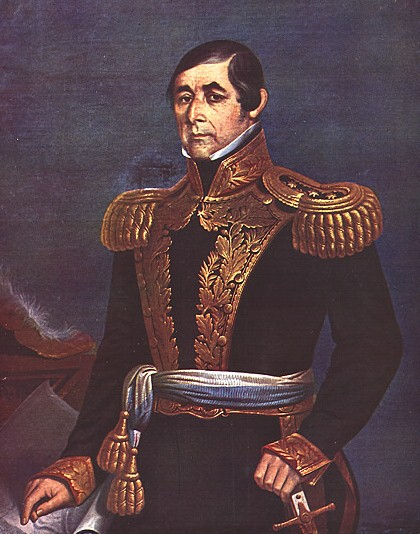
Retrato de Fructuoso Rivera hecho en 1873 por Baldassare Verazzi

Esta versión en la que Lavalleja toma prisionero a su compadre y excompañero de armas, es sustentada también en una carta de Juan A. Lavalleja a su esposa, Ana Monterroso: 
“continué mi marcha al interior de la campaña, y tuve noticias que Frutos venía en marcho de la Colonia a incorporarse a una fuerza de 300 portugueses que cruzaban la campaña, y ésta fue cortada por nosotros. Desatendí todas atenciones y me propuse perseguirlo día y noche y el 29 a las once de la mañana lo hice prisionero con 6 oficiales que le acompañaban y 50 y tantos soldados.”
A su vez, en el Fragmento de las memorias inéditas del Brigadier General Juan Antonio Lavalleja escrita por su letra, que existen en el archivo de su nieto Constantino Lavalleja: 
“Seguí los primeros pasos de mi empresa con todos los trabajos que ofrecía mi debilidad, hasta que el 28 hice prisionero a Don Frutos, en Monzón; quien me ofreció que si lo perdonaba me acompañaría en la empresa. Lo hice y enseguida desarmamos la fuerza que se hallaba en San José al mando del coronel Borbas.”
También, según el historiador Carlos Machado, el propio Lavalleja es quien halla en la cartera de Rivera una autorización para ofrecer 1000 pesos a aquel que entregase su cabeza. Aparentemente la misión que ocupaba a Rivera al momento del episodio de Monzón era la búsqueda y captura de Juan Antonio Lavalleja.

### Versión riverista
La versión que el propio Rivera buscó hacer prevalecer por ejemplo en la especie de autobiografía que envía a Julián Gregorio de Espinosa, conduciría a pensar que Fructuoso Rivera, estando enterado de la empresa libertadora, la alianza producida a partir del encuentro en los márgenes del Monzón habría sido convenida con anterioridad por ambos héroes: 
“Puede ser, mi caro amigo, que haya sido crimen de alta traicion que a la pasada del General Lavalleja a la Banda Oriental en el 25 yo me viniese con él, pusiésemos en planta un plan que habíamos convenido mucho antes del desenrollo del Brasil y que no había tenido efecto por acasos que suceden; pero yo le había seguido y esperaba una oportunidad. Puede ser un crimen de alta traición la parte que en consorcio de aquel héroe tomé desde el día en que nos dimos la mano en la barra de Monzón en el Arroyo Grande, hasta la batalla del Sarandí que él mandaba”.
En este mismo sentido se encuentra una carta datada del 22 de octubre de 1826 Rivera le expresa a Julián Gregorio de Espinosa: 
"Yo no creo que el gral. Lavalleja mande tal Sumaria de que he sido su prisionero porque en ese caso sería más criminal que yo en razón de haber confiado el mando de las principales fuerzas de la provincia, haberse convenido conmigo según lo manifiestan las comunicaciones firmadas por ambos y dirigidas al Gobierno de Mayo del 25, así como órdenes y demás papeles públicos de aquel tiempo. Con ningún prisionero se capitula de ese modo y si se hace como se confía la suerte de un país a un prisionero; a más era tal como no lo participó el señor Lavalleja al Gobierno de la República para que este no me diese ninguna importancia, luego si yo fui su prisionero y él me autorizó es más criminal[...] ”
En coincidencia, Barrios Pintos cita lo que escribe el cónsul estadounidense en Buenos Aires, Murray Forbes, el día 3 de mayo del 1825: 
“Parece que el General Le cor, cuya astucia y sutileza son características ha sido completamente burlado por Frutos Rivera, uno de sus más importantes oficiales, nativo uruguayo [...] Le cor tenía en él depositada [tal confianza], que le dio enseguida 500 hombres y plenos poderes como gobernador militar de toda la campaña de la Banda Oriental. Así autorizado, partió de Montevideo y usando de sus facultades dispersó en distintas direcciones el cuerpo más importante de tropas, que cayeron fácilmente en mano de Lavalleja, y el propio Rivera, se le unió poco después. Y para certificar la sinceridad de la conversión, prendió fuego su uniforme imperial.”
Escribió el propio Francisco Lecor, barón de Laguna:
“Don Frutos fue sorprendido por Lavalleja, y él recelo de ser asesinado lo obligaron a declararse por el llamado partido de la Patria… es el tal entusiasmo con que se declaró a favor de dicho partido lo que hace parecer que se hallaba en combinación con los revolucionarios”
Asimismo, el historiador uruguayo Pablo Blanco Acevedo hace referencia a la existencia de comunicaciones entre Lavalleja y Rivera desde febrero de 1825, mientras que, para el mes de marzo, el autor menciona que este ya se encontraba en conocimiento de la dinámica de liberación de la banda oriental (Rivera pide apoyo en forma de efectivos militares a las autoridades de Soriano según un documento del 12 de marzo reproducido por Isidoro de María en su obra “Historia de la República", recogido en el texto de Blanco Acevedo). Esto también se encuentra en Barrios Pintos dónde se menciona una carta de Lavalleja que Juan Manuel de Rosas le habría entregado a Rivera en un viaje a la Cisplatina en el cual era “invitado a plegarse con su regimiento al movimiento revolucionario”.

### Un punto en común: la identidad nacional
El debate sobre este hecho histórico se enmarca dentro de las discusiones en las décadas de 1960 y 1970 sobre la viabilidad de Uruguay como nación independiente. Las distintas interpretaciones favorables a uno u otro de los protagonistas se vieron atravesadas por su dimensión político-partidaria, en tanto ambas figuras se identifican como claves para la historia de los partidos tradicionales del Uruguay, siendo Fructuoso Rivera asumido como fundador del Partido Colorado, y Juan Antonio Lavalleja una de las principales figuras del Partido Nacional.
Fuera de las tendencias partidarias involucradas, para los historiadores mencionados anteriormente el episodio permitió fomentar una idea de identidad nacional en clave de unidad, en momentos de consolidación del nuevo Estado Oriental independiente.[cita requerida]